# Crosbyton (Texas)
Crosbyton es una ciudad ubicada en el condado de Crosby en el estado estadounidense de Texas. En el Censo de 2010 tenía una población de 1.741 habitantes y una densidad poblacional de 318,43 personas por km².

## Geografía
Crosbyton se encuentra ubicada en las coordenadas 33°38′29″N 101°14′16″O / 33.64139, -101.23778. Según la Oficina del Censo de los Estados Unidos, Crosbyton tiene una superficie total de 5.47 km², de la cual 5.47 km² corresponden a tierra firme y (0%) 0 km² es agua.

## Demografía
Según el censo de 2010, había 1.741 personas residiendo en Crosbyton. La densidad de población era de 318,43 hab./km². De los 1.741 habitantes, Crosbyton estaba compuesto por el 80.93% blancos, el 5.69% eran afroamericanos, el 0.23% eran amerindios, el 0% eran asiáticos, el 0% eran isleños del Pacífico, el 11.26% eran de otras razas y el 1.9% pertenecían a dos o más razas. Del total de la población el 56.35% eran hispanos o latinos de cualquier raza.